# Стирнспец, Ингве
Ингве Стирнспец (швед. Yngve Stiernspetz; 27 апреля 1889, Эксё — 4 апреля 1945, Лидингё) — шведский гимнаст и военный, чемпион летних Олимпийских игр 1912 в командном первенстве по шведской системе.

## Биография
Младшый сын железнодорожного инженера Германа Валентина Стирнспеца (1847—1917) и Анны Марии Викторин Хагстрём (1857—1939). Окончил университет в 1907 году, был зачислен в артиллерийский полк, в 1910 году стал офицером. Участвовал в Олимпиаде 1912 года в Стокгольме в соревнованиях по гимнастике по шведской системе, с командой Швеции выиграл золотые медали. Дослужился в 1914 году до звания лейтенанта, в 1917 году окончил Центральный гимнастический институт, а в 1925 году дослужился до звания капитана. Два года спустя перевёлся в Смоландский артиллерийский полк, откуда уволился в 1928 году. Кавалер Ордена Меча за 20 лет мирной службы. Женился в 1928 году на Вере Марии Сандстрём (1898—1986), дочери управляющего Эсайи Йоханнеса Сандстрём и Сигрид Марии Бломмерт.